# 毛爾 (蘇黎世州)
毛尔（德語：Maur）是瑞士联邦苏黎世州乌斯特区的市镇。该市镇面积为18.40平方千米，海拔高度478米，2018年12月31日人口数为10,211。

## 外部連結
- 毛尔官方网站 （页面存档备份，存于） （德文）